# Musée royal de Mariemont
Le Musée royal de Mariemont est situé au cœur du domaine de Mariemont à Morlanwelz, dans la province de Hainaut (Belgique). Il s'agit d'un musée d'art et d'histoire de la Fédération Wallonie-Bruxelles ainsi qu'un établissement scientifique de la Fédération Wallonie-Bruxelles.

## Histoire
Le 9 avril 1920, le musée de Mariemont ouvre ses portes. Il rassemble les diverses collections de Raoul Warocqué, dernier propriétaire de Mariemont, qu’il lègue à sa mort en 1917 à l’État belge, avec l’ensemble du domaine de Mariemont.
C’est Richard Schellinck, secrétaire et bibliothécaire de Raoul Warocqué, qui est le premier conservateur du musée de Mariemont.
En 1934, Paul Faider prend la tête du musée royal de Mariemont et y opère des transformations radicales. L’espace est muséographié, des œuvres sont restaurées, le premier catalogue est publié. C’est aussi durant cette année, le 26 juillet, qu'est fondé le Cercle royal des Amis de Mariemont.
En 1940, Germaine Faider-Feytmans, son épouse qui le seconda de son vivant, lui succède. Elle rénove, complète les collections et crée le service pédagogique en 1946.
La nuit de Noël 1960, un incendie se déclare. Grâce à Germaine Faider, les dégâts dans les collections sont minimes mais le château des Warocqué est ravagé. Ce qu’il en reste est rasé à l’exception d’une petite aile ajoutée par Raoul Warocqué qui abrite aujourd’hui l’accueil du musée.
Un bâtiment moderne est édifié d'après les plans de Roger Bastin (1913-1986), qui est aussi architecte du musée d'art moderne de Bruxelles. Le nouveau Musée royal de Mariemont est inauguré le 8 octobre 1975 sous la direction de Guy Donnay, qui poursuit jusqu’en 1993 la politique initiée par Germaine Faider.
Depuis 1981, le musée royal de Mariemont est un établissement scientifique de la Fédération Wallonie-Bruxelles.
En janvier 2022, l'accès aux collections et expositions permanentes devient gratuit pour les visiteurs.

## Statut et gestion
Reconnu établissement scientifique depuis 1965, le musée acquiert en 1981 le statut d’Établissement scientifique de la Communauté française de Belgique. Depuis 2002, la direction du Musée est partagée entre un directeur scientifique et un directeur opérationnel.
- François Mairesse, directeur de 2002 à 2010[1]
- Marie-Cécile Bruwier, directrice scientifique de 2002 à 2017[1]
- Daniel Courbe, directeur opérationnel 2010[2] à 2014
- Roland Van der Hoeven, directeur opérationnel de 2014 à 2017[3]
- Richard Veymiers, directeur scientifique et opérationnel depuis septembre 2018

## Mission
Au-delà des missions comprises dans la définition d'un musée par l'ICOM, le Musée royal de Mariemont a pour vocation d'organiser des événements très variés : expositions de prestige ou plus pointues, publications, recherches, fouilles, colloques, etc. Il préserve le patrimoine et poursuit notamment, à cet égard, une politique d'acquisition. La diffusion et la démocratisation de la culture reste parmi les priorités du musée, raison pour laquelle plusieurs activités sont organisées en faveur de nombreux publics fragilisés, notamment en collaboration avec les Centres publics d'aide sociale.

## Collections

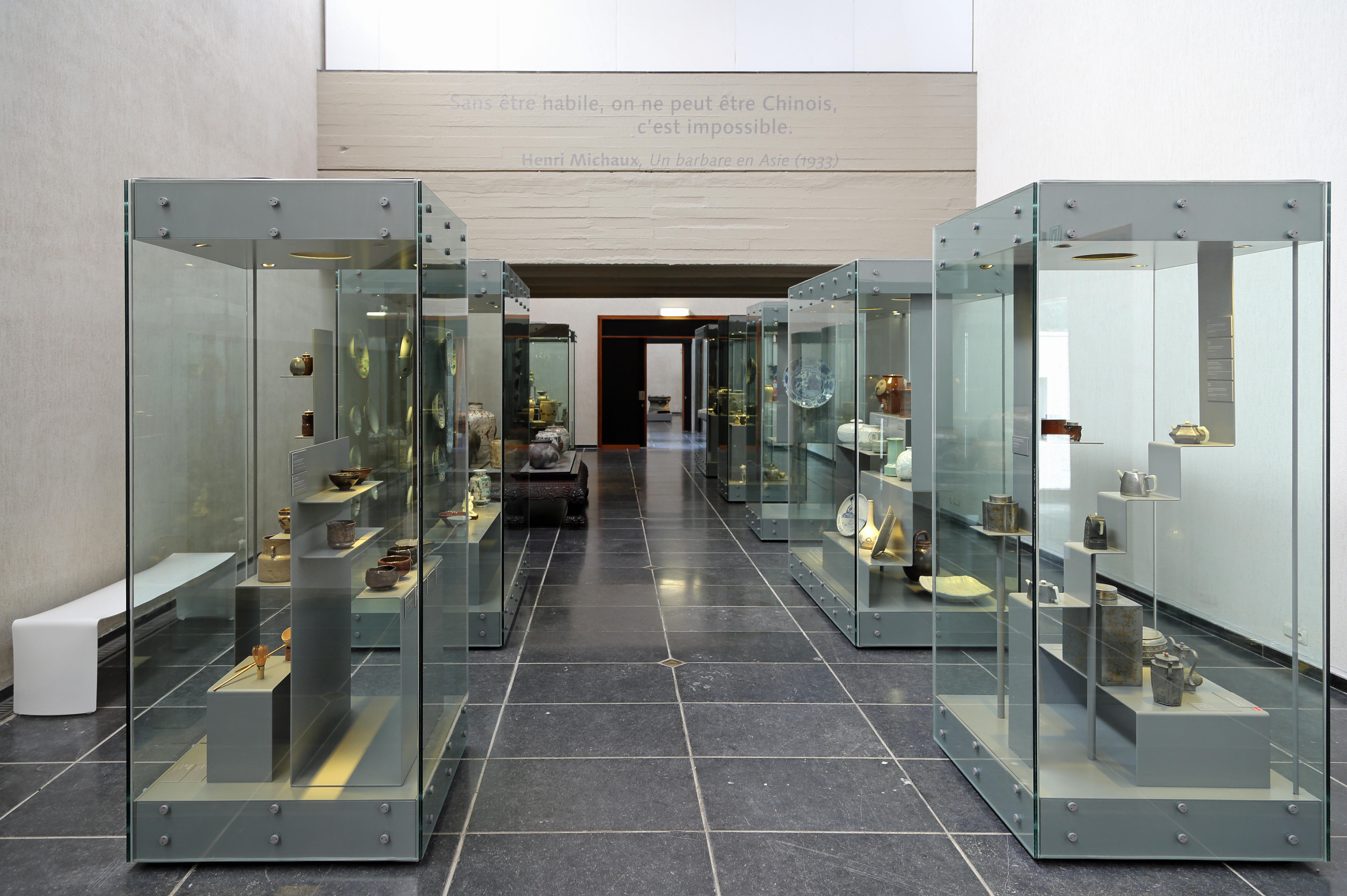
Intérieur du musée : la section d'Extrême-Orient.

Le musée est particulièrement riche dans ses collections de porcelaine de Tournai et de livres anciens. Il comprend également des antiquités égyptiennes, grecques, romaines, extrême-orientales et depuis 2012, grâce à la donation d’Yves et Yolande Boël, des pièces d’Amérique précolombienne. Des sections sont consacrées à l’archéologie et l’histoire régionale du Hainaut.
Le musée met également à l’honneur la personnalité exceptionnelle de Raoul Warocqué, homme de culture, grand collectionneur — même si éclectique (le Hainaut autant que l’Extrême-Orient) — et mécène de la région du Centre (en Belgique) à laquelle il est resté très attaché toute sa vie.
Le musée publie des monographies et catalogues sur les œuvres exposées.
Le parc du musée recèle également des statues d'artistes célèbres tels que Jef Lambeaux (L'Abondance, Le Triomphe de la Femme, La Source, La Séduction et La Joie - fragments du bas-relief des Passions humaines), Auguste Rodin (Les Bourgeois de Calais), Constantin Meunier (Semeur) ou encore Victor Rousseau (Vers la vie).

## Bibliothèque
La bibliothèque du Musée royal de Mariemont est une bibliothèque de recherche qui couvre des domaines liés à l'histoire, l'histoire de l'art, l'archéologie. Elle compte plus de 130 000 volumes, dont 400 titres de périodiques.
La Réserve Précieuse de la bibliothèque abrite une collection de livres précieux anciens et modernes : manuscrits, incunables, livres imprimés du XVIe siècle au XXIe siècle (dont des livres de peintre et des livres d’artistes), reliures anciennes et contemporaines, ainsi que plus 6 000 lettres autographes (Napoléon, Champollion, Diderot, Rembrandt, Beethoven, The Beatles...). L'ensemble des archives professionnelles de Micheline de Bellefroid y est conservé.

## Expositions et événements
Le musée organise de nombreuses expositions temporaires sur l'art, l'histoire de l'art et l'histoire.
Depuis 1997, le musée accueille tous les deux ans le Marché du Livre de Mariemont. Ce salon a pour but de promouvoir la petite édition et la création littéraire.
En 2015, le musée a accueilli la première édition belge de l'événement mondial Museomix. Cette manifestation se déroule sous forme d'un marathon créatif de trois jours visant à repenser et à redynamiser les pratiques muséales.

## Prix
Le musée royal de Mariemont a reçu en 2007 le prix des Musées pour la Wallonie.
Le 24 janvier 2019, le musée royal de Mariemont, sous la bannière du Domaine de Mariemont, a été élu Patrimoine préféré des Wallons, dans la catégorie Espace de vie.